# Moření (kov)
Moření je proces ošetření povrchu kovového materiálu, někdy také nazýván odokujování. Jeho smyslem je odstranění nečistot – anorganických látek, rzi a okují – z povrchu železných a drahých kovů, mědi a hliníkových slitin. K ošetření povrchu se používá mořidlo - roztok se silnými kyselinami. Moření je běžným způsobem ošetřování materiálu při výrobě oceli.

## Proces
Při tepelném zpracování a dalších procesech prováděných ve vysokých teplotách zůstává na povrchu materiálu zbarvená oxidační vrstva nebo vrstva okují. Pro odstranění této vrstvy je obrobek ponořen do nádrže naplněné mořidlem. Před válcováním za studena prochází za tepla válcovaná ocel mořicí linkou, kde jsou z povrchu odstraněny okuje.
Základní používanou kyselinou je kyselina chlorovodíková, dříve se používala kyselina sírová. Ačkoliv je kyselina chlorovodíková dražší než kyselina sírová, účinkuje na kov rychleji a tím se snižuje ztráta mořeného kovu. Proti úbytku kovu se také do mořicího roztoku přidávají inhibitory, které lépe působí na rozpouštění oxidů.
Uhlíková ocel s příměsí legujících prvků do 6% je obvykle mořena v kyselině chlorovodíkové nebo sírové. Ocel s vyšším podílem příměsí musí být mořena na dvakrát a jsou použity další kyseliny, jako je kyselina fosforečná, dusičná nebo fluorovodíková. Korozivzdorná ocel nebo nerez jsou mořeny v lázni kyseliny chlorovodíkové a dusičné. Většina měděných slitin je mořena v ředěné kyselině sírové, avšak mosaz je mořena v koncentrované kyselině sírové a dusičné smíchané s chloridem sodným a sazemi.
Při výrobě šperků je moření využíváno pro odstranění vrstvy oxidu měďnatého, který vzniká při ohřevu mědi a mincovního stříbra během pájení a žíhání. Tradičně se k moření šperků využívá ředěná kyselina sírová, ale ta může být nahrazena kyselinou citronovou.
Ocelový plech, který byl mořen kyselinou, při vystavení vyšší vlhkosti vzduchu oxiduje (rezne). Z tohoto důvodu bývá plech potažen tenkou vrstvou oleje nebo podobného voděodolného nátěru, který vytváří bariéru vlhkosti ve vzduchu. Tento film pak musí být odstraněn ještě před zahájením výrobních, oplechovávacích nebo nátěrových procesů.